# 戈梅维尔 (科多尔省)
戈梅维尔（法語：Gomméville，法語發音：[ɡɔmevil]）是法国科多尔省的一个市镇，属于蒙巴尔区。

## 地理
戈梅维尔（47°57'40"N, 4°29'41"E）面积9.83 平方千米，位于法国勃艮第-弗朗什-孔泰大區科多尔省，该省份为法国中东部省份，北起奥布省，西接涅夫勒省和约讷省，南至索恩-卢瓦尔省，东南接汝拉省，东临上索恩省，东北部与上马恩省接壤。
与戈梅维尔接壤的市镇（或旧市镇、城区）包括：塞纳河畔米西、塞纳河畔努瓦龙、布伊、塞纳河畔沙雷、莫莱姆。

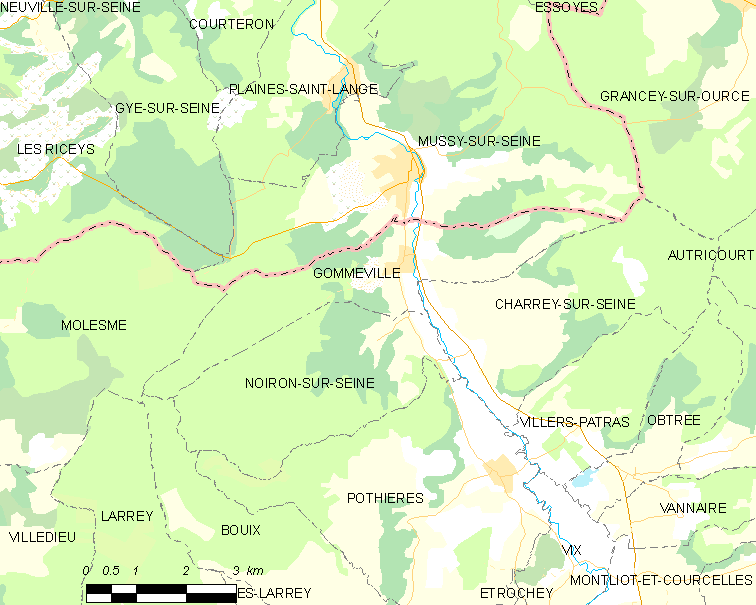
的OSM定位图

戈梅维尔的时区为UTC+01:00、UTC+02:00（夏令时）。

## 行政
戈梅维尔的邮政编码为21400，INSEE市镇编码为21302。

## 政治
戈梅维尔所属的省级选区为塞纳河畔沙蒂永县。

## 人口

1962-2008年间人口变化图示

戈梅维尔于2022年1月1日时的人口数量为116人。